# Rudeč
Rudeč (německy Rudetsch) je místní část města Kostelec nad Labem ležící v okrese Mělník, kraj Středočeský. Leží severně od Kostelce nad Labem, západně od silnice II/244 vedoucí do obce Všetaty a jižně od řeky Labe. Mimo hlavní historické části patří k Rudči i severně od řeky Labe rozkládající se chatová oblast, některé domy „U Starého mostu“ a část s místním názvem „Ostrov“.

## Historie
Rudeč byla samostatnou obcí do roku 1930. Mezi lety 1869–1900 byla obec pod okresem Karlín, mezi lety 1910–1930 v okrese Brandýs nad Labem. Mezi lety 1930–1950 byla stále uváděna jako osada pod správou Kostelce nad Labem a od roku 1950 se přestala uvádět jako oficiální místní část.

## Doprava
Okrajovou částí katastrálního území Rudeč vede silnice II/244 vedoucí mezi Kostelcem nad Labem do obce Všetaty. Ze silnice lze odbočit a území dále protíná silnice do obce Tišice, obecní části Kozly. Rudčí dále vede několik místních hliněných komunikací. Podél Labe lokalitou prochází cyklostezka č. 2 Labská v úseku z Mělníka do Čelákovic. Z Rudče na hlavní Labskou cyklotrasu je dále připojena cyklotrasa vedoucí směrem Hlavenec.
V Rudči není provozována veřejná doprava, nejbližšími autobusovými zastávkami jsou „Kostelec nad Labem, náměstí“ v centru Kostelce a „Kostelec nad Labem, U Starého Labe“ na pravém břehu Labe. Nejbližší železniční stanice se nachází rovněž v Kostelci nad Labem.

## Památky
V katastrálním území se nachází tvrz, prvně zmiňovaná v roce 1359. Tvrz samotná nyní již neexistuje, části původní tvrze však obsahuje rodinný dům č.p. 720 v ulici K Rudči.
Na hranici katastrálního území Rudeč se nachází bývalé prázdninové letovisko Kopa.